# Campionati Internazionali di Sicilia 2002
I Campionati Internazionali di Sicilia 2002 sono stati un torneo di tennis giocato sulla terra rossa. È stata la 23ª edizione dei Campionati Internazionali di Sicilia, che fanno parte della categoria International Series nell'ambito dell'ATP Tour 2002. Si sono giocati a Palermo in Italia, dal 23 al 29 settembre 2002.

## Campioni

### Singolare
Fernando González ha battuto in finale  José Acasuso con il punteggio di 5–7, 6–3, 6–1

### Doppio
Lucas Arnold Ker /  Luis Lobo hanno battuto in finale  František Čermák /  Leoš Friedl con il punteggio di 6–4, 4–6, 6–2